# Nexhmije Pagarusha
Nexhmije Pagarusha, född 7 maj 1933 i byn Pagarusha i Kosovo, död 7 februari 2020 i Pristina, var en albansk (kosovansk) sångerska. Hon är känd för sin vackra röst, och har fått priser i internationella musikfestivaler.